# 鬼木勝利
鬼木 勝利（おにき かつとし、1904年〈明治37年〉10月6日 - 1984年〈昭和59年〉2月10日）は、日本の政治家。参議院議員（1期）、衆議院議員（2期）。

## 経歴
福岡県甘木市（現朝倉市）出身。創価学会八女支部長を務める。
1959年、福岡県議会議員選挙に、福岡市早良区選挙区から無所属で立候補し、当選する。
1962年7月1日、第6回参議院議員通常選挙に、全国区から公明政治連盟公認候補として立候補し、当選する。
1964年11月17日、公明党結成に参加する。
1969年12月27日、第32回衆議院議員総選挙に福岡3区から立候補し、当選する（以降2期）。
1972年12月10日、第33回衆議院議員総選挙に立候補し、落選する。
1973年、衆議院福岡第3区補欠選挙に当選する。
1976年12月、第34回衆議院議員総選挙に立候補せず、後継を権藤恒夫にし、政界を引退する。
1977年秋の叙勲で勲二等瑞宝章受章。
1984年2月10日死去、79歳。死没日をもって従七位から従四位に叙される。
長男は福岡県議の鬼木亮。